# Zanobatidae
Famille
Les Zanobatidae sont une famille de poissons cartilagineux de l'ordre des Rhinobatiformes (poissons-guitare).

## Taxonomie
Cette famille n'est pas reconnue par FishBase qui classe toutes ces espèces dans la famille des Rhinobatidae et l'ordre des Rajiformes (raies).

## Liste des genres
Selon BioLib (7 juillet 2019) :
- genre Zanobatus Garman, 1913